# Dirk III van Loon-Heinsberg
Dirk III van Loon-Heinsberg, ook Diederik van Heinsberg (1300 - Stokkem, tussen 17 en 21 januari 1361), was een 14e-eeuws edelman. Hij was heer van Heinsberg en vanaf 1336 graaf van Loon en graaf van Chiny. 

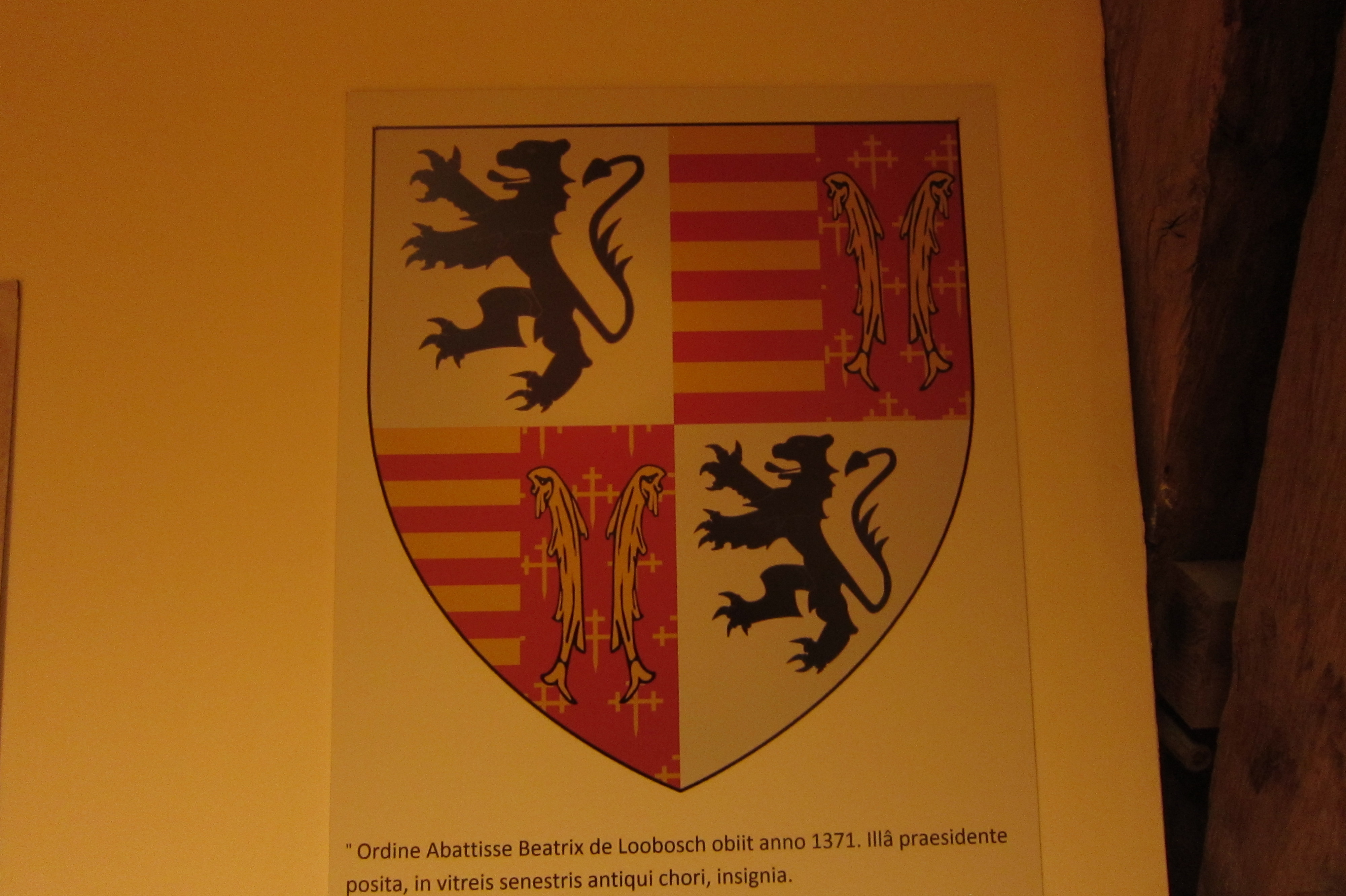
Wapen van graaf Diederik van Heinsberg

## Biografie
Diederik van Heinsberg stamde uit het geslacht Heinsberg. Zijn vader, Godfried van Heinsberg, was gehuwd met Mathilde, dochter van Arnold V van Loon.
In 1331 werd hij Heer van Heinsberg. In 1336 eiste hij, na het kinderloos overlijden van zijn oom, Lodewijk IV van Loon, de titel graaf van Loon op. Deze laatste had Diederik, zoon van zijn zuster, bij testament als erfgenaam aangesteld. Verzet kwam er van het Kapittel van Sint-Lambertus en zijn benoeming werd geweigerd. Het kapittel beriep zich op een beslissing van de Rijksdag van Frankfurt am Main van 1246 dat een kerkelijk leen bij ontstentenis van zonen van leenmannen vanzelf terugkeerde naar de leenheer. Het graafschap Loon viel immers onder de categorie: zwaardleen. Diederik was echter gehuwd met Cunegond, dochter van Everhard I van der Mark en zuster van de Luikse prins-bisschop Adolf. De prins-bisschop zag in zijn zwager wel een valabele opvolger. In dit dispuut steunde de paus het kapittel terwijl de keizer Diederik steunde. De eerste Loonse successiestrijd ontbrandde. De prins-bisschop deed slechts een schijnaanval in Loon. De pretendent Diederik kon de hertog van Brabant aan zijn kant krijgen, een vijand van het prinsbisdom. De Luxemburgse graaf steunde eveneens Diederik, in ruil voor delen van het Graafschap Chiny. Het Luikse Kapittel van Sint-Lambertus capituleerde onder deze druk. 
In 1339 droeg Dirk de landelijke nederzetting nabij de hertogelijke hof in Venlo over aan de hertog van Gelre, waarmee Venlo volledig in bezit van Gelre kwam. Op 5 maart 1346 verkocht hij de heerlijkheid Gruitrode aan de aartsbisschop van Keulen.
Alhoewel de Abdij van Herkenrode sinds 1194 de officiële begraafplaats van de graven van Loon was weigerde de abdis, Aleidis van Waanrode, hem in de abdij te begraven gezien hij in de kerkelijke ban was geslagen. Daarop moest de lijkstoet de abdij verlaten en werd de graaf in kerk van het Augustijnenklooster in Hasselt begraven.
Diederiks enige zoon Godfried sneuvelde in 1342 tijdens een kruistocht in het Baltische Zeegebied, zodat er geen mannelijke opvolger was. Diederiks neef, Godfried van Dalenbroek eiste de titel van graaf van Loon op, maar daarmee was de maat voor Luik vol omwille van dezelfde bezwaren bij de vorige opvolgingsstrijd. De Loonse Successieoorlogen hadden als eindresultaat dat het graafschap werd geannexeerd.

## Wapen van de graaf
De beschrijving van het wapen van de graaf luidt als volgt (in het Latijn): Primo & quarto quadrante Assurgenteus Leo Heinsbergius, in area clypti coccinea; secundo & teritio decem Lossences taeniae ex auro & minio duoque salmones invicem, incurvaeo doso obversi, Comitatus Chiniacensis symbolum.